# Emma Fourreau
Emma Fourreau, née le 1er octobre 1999 à Pontault-Combault (Seine-et-Marne), est une militante écologiste, animaliste, femme politique franco-suédoise. Membre de La France insoumise et députée européenne à partir de 2024, elle a été la co-animatrice des Jeunes insoumis•es de 2022 jusqu'au 20 août 2025.

## Biographie
Elle est née à Pontault-Combault en Seine-et-Marne le 1er octobre 1999 d'une mère suédoise et d'un père français « écolo convaincu ». Elle a grandi à Évrecy dans le Calvados.

### Études
Elle étudie à Sciences Po Rennes, sur le campus de Caen, en master « générations futures et transitions juridiques ».

### Engagement associatif
Avant son engagement politique, Emma Fourreau fonde avec son cousin une Junior Association pour prendre en charge les animaux de compagnie maltraités et les faire adopter.
En décembre 2019, elle cofonde avec Iris Domain le compte Instagram Sang Océan, devenu par la suite une association de sensibilisation aux menaces écologiques qui pèsent sur l'océan. Différents enjeux sont traités par l'association : les algues vertes, l’acidification des océans, l'impact des crèmes solaires sur la biodiversité marine ou encore les masques jetables. L'association s'est notamment engagée en faveur de l'Initiative citoyenne européenne « Stop à la pêche aux ailerons, stop au commerce ». Le temps de quelques mois, elle intègre l’organisation Sea Shepherd au Portugal en tant que bénévole.
Elle est bénévole à l'association de défense des animaux L214.
Très jeune, préoccupée par les questions écologiques et de bien-être animal, elle devient végétarienne puis végane, malgré les réticences de sa famille, et se fait ambassadrice du mode de vie végan dans le cadre de son engagement.

## Parcours politique

### Engagement politique
Elle commence son militantisme à la France insoumise (LFI) en se mobilisant dans son lycée contre la loi travail de 2016, elle rejoint le mouvement par la suite et devient coanimatrice des Jeunes Insoumis en 2022.
En 2020, elle figure sur la liste LFI « Rennes en commun » à l'occasion des élections municipales de 2020 à Rennes. Elle affirme vouloir se faire entendre sur « le social et le féminisme, ainsi que l’écologie et la lutte pour le climat ». La liste arrive en cinquième position avec 7,53 % des voix.
En 2021, elle se présente en binôme avec Philippe Velten aux élections départementales de 2021 dans le Calvados sur le canton de Caen-4. Tous deux obtiennent le soutien de La France insoumise. Parmi les propositions qu'elle défend alors, « l’état d’urgence climatique dans le département » et « une tarification solidaire de la restauration dans les collèges, visant à terme la gratuité ». Ils terminent en troisième et dernière position avec 13,71 %,.
Elle est également candidate aux élections régionales de la même année sur la liste menée par Sébastien Jumel. Elle figure en 8e place sur la section départementale du Calvados, mais n'est pas élue, la liste arrivant en cinquième position.
En 2022, elle est candidate aux élections législatives dans la première circonscription du Calvados (Caen-Est) sous l'étiquette de la Nouvelle Union populaire écologique et sociale (NUPES). Au premier tour, elle se place 1re avec 35,81 % devant le candidat soutenu par la majorité présidentielle Fabrice Le Vigoureux mais est battue au 2d tour, à 200 voix près,. Elle travaille ensuite comme collaboratrice parlementaire de la députée Anne Stambach-Terrenoir.
Le 20 mars 2023, alors qu'elle participe à un rassemblement spontané contre l'adoption de la réforme des retraites, elle fait partie des 292 personnes interpellées et placées en garde à vue.

#### Élections européennes de 2024
En juin 2023, elle est co-signataire avec Les Jeunes Écologistes, Les Jeunes Socialistes et Génération·s d'une tribune qui demande l'union pour les élections européennes de 2024. Les signataires pointent « l'irresponsabilité » des partis de gauche à vouloir faire des listes séparées et « l'urgence » d'une liste NUPES. Le 9 septembre 2023, ils présentent lors d'une conférence de presse, un programme commun et partagé de 166 propositions.
Elle est candidate en 9e position sur la liste de l'Union populaire menée par la France insoumise aux élections européennes de 2024. À la suite des résultats aux élections européennes, elle est élue députée. Elle est la plus jeune eurodéputée française de cette législature et insiste sur le fait que s'engager de façon politique et militante ne dépend pas de l'âge, ainsi que sur sa volonté de faire entendre la jeunesse au Parlement européen.
Le 10 avril 2024, alors qu'elle devait tenir une conférence organisée par l'Union pirate avec Jean-Luc Mélenchon à l'université Rennes 2 celle-ci est annulée à la dernière minute par mesure de sécurité, après que l'université a reçu l'après-midi même des menaces d'attentats islamistes par mail,.

#### Élections législatives anticipées de 2024
Tout juste élue au Parlement européen, Emma Fourreau annonce qu'elle représentera la gauche unie aux couleurs du Nouveau Front populaire, aux élections législatives anticipées des 30 juin et 7 juillet 2024, dans la première circonscription du Calvados. Au premier tour, elle affronte notamment Joël Bruneau (app. LR, maire de Caen). En cas de victoire, elle laisserait une autre personnalité de sa liste occuper son siège d'eurodéputée. Les résultats du premier tour la placent en deuxième position avec 34,82 % des suffrages exprimés, derrière Joël Bruneau, qui récolte 43,11% des suffrages, mais devant Ludivine Daoudi (RN) avec 19,95 %. La triangulaire se simplifie à la suite du désistement de la candidate du Rassemblement National, en raison de la révélation par Emma Fourreau d'une photographie où la candidate du RN porte une casquette de la Luftwaffe nazie. Elle est battue au second tour avec 40,13 % (19 229 voix).

### Députée européenne
Elle mène au Parlement européen le combat pour la libération de Paul Watson, militant écologiste et fondateur de l'ONG Sea Shepherd.
Le 23 janvier 2025, alors que les eurodéputés adoptent à une large majorité une résolution soumise de manière transpartisane par plusieurs groupes politiques, exigeant la « libération immédiate et inconditionnelle » de l’écrivain franco-algérien Boualem Sansal, détenu par le régime algérien, Emma Fourreau se prononce pour la libération de Sansal tout en votant contre la résolution avec quelques députés du groupe de la Gauche dont Rima Hassan, Mounir Satouri, Arash Saeidi et Anthony Smith, en raison de la menace qu'elle contient à l'encontre du renouvellement de l'accord d'association entre l'Algérie et l'Union européenne et de l'instrumentalisation de cette cause par la droite et l'extrême droite,,.
L'élue mène une action de terrain en faveur de la protection du service public.
Le 7 mai 2025, Emma Fourreau participe à un meeting aux côtés d'autres députés européens visant à dénoncer l'implication de l'Europe dans des situations de crise humanitaire.
En juillet 2025, elle participe à une mission humanitaire à destination de Gaza aux côtés d'autres militants de plusieurs nationalités, dont la députée française Gabrielle Cathala, visant à apporter une aide à la population locale et à attirer l'attention des médias et de l'opinion publique sur le blocus de l'aide humanitaire imposé par Israël, qui crée une famine à Gaza. Dans la nuit du 26 au 27 juillet, le bateau Handala de la Flottille de la liberté est arraisonné par l'armée israélienne dans les eaux internationales, en violation du droit maritime. Emma Fourreau est transférée à la prison de Givon en Israël où, comme le reste de l'équipage, elle entame une grève de la faim et de la soif pour dénoncer leurs conditions de détention en attendant leur expulsion vers leurs pays d'origine.

## Résultats électoraux

### Élections départementales
| Année | Parti | Parti | Canton           | Premier Tour | Premier Tour | Second Tour   | Second Tour   |
| Année | Parti | Parti | Canton           | Voix         | %            | Voix          | %             |
| ----- | ----- | ----- | ---------------- | ------------ | ------------ | ------------- | ------------- |
| 2021  |       | LFI   | Canton de Caen-4 | 541          | 13,71        | non qualifiée | non qualifiée |

### Élections législatives
| Année | Parti | Parti       | Circonscription | 1er tour | 1er tour | 1er tour | 2d tour | 2d tour | 2d tour |
| Année | Parti | Parti       | Circonscription | Voix     | %        | Rang     | Voix    | %       | Issue   |
| ----- | ----- | ----------- | --------------- | -------- | -------- | -------- | ------- | ------- | ------- |
| 2022  |       | LFI (NUPES) | 1re du Calvados | 13 622   | 35,81    | 1re      | 18 296  | 49,73   | Battue  |
| 2024  |       | LFI (NFP)   | 1re du Calvados | 18 250   | 34,85    | 2e       | 19 229  | 40,13   | Battue  |

### Élections européennes
| Année | Parti | Parti | Circonscription | Position sur la liste | Voix      | %    | Sièges | Groupe  |
| ----- | ----- | ----- | --------------- | --------------------- | --------- | ---- | ------ | ------- |
| 2024  |       | LFI   | France          | 9e                    | 2 448 703 | 9,89 | 9 / 81 | GUE/NGL |